# Nguyễn Thái Học
Nguyễn Thái Học (ur. 1902, zm. 1930), wietnamski działacz narodowy i rewolucyjny.
W 1927 założył Narodową Partię Wietnamu, a w 1930 stanął na czele nieudanej próby rebelii. Został skazany na karę śmierci przez francuskie władze kolonialne i stracony.